# 007 Racing
007 Racing är ett racingspel till Playstation baserad på historien om James Bond. Spelet släpptes 2000 av Electronic Arts och utvecklades av Eutechnyx. 
I 007 Racing spelar spelaren den brittiska hemliga agenten James Bond bakom ratten på några av de bilar som är mest kända från Bond-serien.  

## Speltyp
Spelaren spelar som James Bond, i bilar som varit med i filmerna om James Bond. Spelet är inte ett vanligt racing-spel i den bemärkelse att man inte tävlar emot andra bilar om att åka en sträcka fortast. Istället får man uppdrag som ska utföras för att klara spelet. Uppdragen kan till exempel gå ut på att skjuta sönder alla hjul på en lastbil eller att detonera ett antal minor.
Bilarna kan ha diverse vapen eller specialförmågor installerade, till exempel maskingevär eller sköld. Man kan bara ha ett föremål aktiverat, men man kan ha flera föremål installerade som man sedan kan växla mellan under spelets gång. Man kan plocka upp nya vapen eller specialförmågor genom att köra över dem.

### Multiplayer
Det finns ett multiplayer-läge där två personer kan spela på delad skärm. Det finns två olika spellägen.
- Challenge mode - Vanlig racing
- Pass the bomb - En variant av tafatt som går ut på att inte vara den som håller i en bomb då den sprängs

## Mottagande
| Mottagande      | Mottagande    |
| Samlingsbetyg   | Samlingsbetyg |
| Tjänst          | Betyg         |
| --------------- | ------------- |
| Gamerankings    | 55,91 %       |
| GameStats       | 4.9/10        |
| Metacritic      | 51/100        |
| Moby Games      | 57/100        |
| TopTenReviews   | 1,9636/4      |
| Recensionsbetyg |               |
| Publikation     | Betyg         |
| Allgame         | [ 12 ]        |
| Gamepro         | [ 13 ]        |
| Game Revolution | C-            |
| Gamespot        | 5.3/10        |
| IGN             | 5,0/10        |

007 Racing fick mediokra betyg från de flesta recensenterna då spelet släpptes. Bland annat skrev GameSpot (som gav betyget 5.3/10) att spelets kontroller inte fungerade särskilt bra. Detta var det även fler recensenter som höll med om. Ett annat vanligt förekommande klagomål på spelet var att dess grafik inte var särskilt bra. Till exempel så kallade allgame spelets grafik för hemsk, medan GameSpot ansåg att grafiken var hyfsad, men inte imponerade. Ett flertal recensenter var dock överens om att spelidén var bra  även om utförandet inte var lika bra som önskat. Spelet fick dessutom beröm för dess varierade uppdrag.